# Nicolai Jørgensen
Nicolai Mick Jørgensen vagy röviden Nicolai Jørgensen (Ballerup, 1991. január 15. –) dán válogatott labdarúgó, a København játékosa.

## Pályafutása

### Akademisk Boldklub
Nicolai Jørgensen a Grantoften IF csapatában kezdte pályafutását, később a Skovlunde IF utánpótlásához, majd az Akademisk BK utánpótlás akadémiájához csatlakozott, ahol kilenc és félévet töltött el, miközben megfordult a Brøndby IF U-15-ös csapatában is.

### Bayer 04 Leverkusen
Jørgensen a német Bayer 04 Leverkusennél járt próbajátékon a 2010–11-es szezon előtt. Az edzőtáborban első mérkőzésén 45 perc lehetőséget kapott, amit négy góllal hálált meg. Ezt követően 2010. július 12-én ötéves szerződést írt alá a csapathoz. 2010. augusztus 29-én csereként mutatkozott be a bajnokságban, a Borussia Mönchengladbach csapata ellen 6–3-ra elvesztett mérkőzés 63.percében.

### FC København
2012 nyarán újra Dániába, az FC København csapatához került egy évre kölcsönbe. Szeptemberben a klub 2016-ig szóló szerződést kötött Jørgensennel.

### Feyenoord Rotterdam
2016 nyarán a holland Feyenoordhoz három és fél millió eurós átigazolási összegért cserébe ötéves szerződést írt alá.
A 2016–2017-es szezonban 21 bajnoki találattal segítette 1999 után megnyerni a bajnoki címet a rotterdamiaknak.
2018. április 22-én a Holland kupa döntőjében is győztes csapat tagja volt, miután a Feyenoord az AZ Alkmaar csapata ellen 3–0-ra győzött.

### A válogatottban
Jørgensen először 2010. október 4-én kapott meghívást a felnőtt válogatottba a Portugália és Ciprus elleni 2012-es Európa-bajnoki selejtezők során.
A 2018-as világbajnokságra utazó 23 fős keretbe is bekerült.

## Sikerei, díjai

### FC København
- Dán Superliga: 2012–13, 2015–16
  - Dán kupa: 2014–15, 2015–16

### Feyenoord
- Eredivisie: 2016–17
- KNVB Kupa: 2017–18
- Johan Cruijff Shield: 2017, 2018

### Egyéni
- A holland bajnokság gólkirálya: 2016–17

## Statisztikái

### Klubcsapatokban
2018. december 2-án lett frissítve.
| Klub                 | Szezon         | League         | League          | League | Kupa            | Kupa  | Európai         | Európai | Összesen        | Összesen |
| Klub                 | Szezon         | Bajnokság      | Pályára lépések | Gólok  | Pályára lépések | Gólok | Pályára lépések | Gólok   | Pályára lépések | Gólok    |
| -------------------- | -------------- | -------------- | --------------- | ------ | --------------- | ----- | --------------- | ------- | --------------- | -------- |
| Akademisk BK         | 2008–09        | 1st Division   | 8               | 0      | 0               | 0     | —               | —       | 8               | 0        |
| Akademisk BK         | 2009–10        | 1st Division   | 23              | 7      | 1               | 1     | —               | —       | 24              | 8        |
| Akademisk BK         | Összesen       | Összesen       | 31              | 7      | 1               | 1     | 0               | 0       | 32              | 8        |
| Bayer Leverkusen     | 2010–11        | Bundesliga     | 9               | 0      | 1               | 0     | 8               | 0       | 18              | 0        |
| Bayer Leverkusen     | 2011–12        | Bundesliga     | 1               | 0      | 0               | 0     | 1               | 0       | 2               | 0        |
| Bayer Leverkusen     | Összesen       | Összesen       | 10              | 0      | 1               | 0     | 9               | 0       | 20              | 0        |
| 1. FC Kaiserslautern | 2011–12        | Bundesliga     | 5               | 0      | 0               | 0     | 0               | 0       | 5               | 0        |
| FC København         | 2012–13        | Superligaen    | 27              | 11     | 1               | 0     | 8               | 1       | 36              | 12       |
| FC København         | 2013–14        | Superligaen    | 16              | 7      | 2               | 0     | 6               | 1       | 24              | 8        |
| FC København         | 2014–15        | Superligaen    | 25              | 10     | 4               | 0     | 8               | 2       | 37              | 12       |
| FC København         | 2015–16        | Superligaen    | 31              | 15     | 5               | 2     | 4               | 2       | 40              | 19       |
| FC København         | Összesen       | Összesen       | 99              | 43     | 12              | 2     | 26              | 6       | 137             | 51       |
| Feyenoord            | 2016–17        | Eredivisie     | 32              | 21     | 4               | 2     | 6               | 2       | 42              | 25       |
| Feyenoord            | 2017–18        | Eredivisie     | 26              | 10     | 4               | 1     | 4               | 2       | 34              | 13       |
| Feyenoord            | 2018–19        | Eredivisie     | 9               | 2      | 2               | 3     | 0               | 0       | 11              | 5        |
| Feyenoord            | Összesen       | Összesen       | 67              | 33     | 10              | 6     | 10              | 4       | 87              | 43       |
| Teljes karrier       | Teljes karrier | Teljes karrier | 212             | 83     | 23              | 6     | 45              | 10      | 280             | 99       |

1. ↑  Magába foglalja a Dán kupát, a DFB-Pokalt, a KNVB kupát, a Holland szuperkupát

### A válogatottban
2020. március 3-án lett frissítve.
| Dánia    | Dánia           | Dánia |
| Év       | Pályára lépések | Gólok |
| -------- | --------------- | ----- |
| 2011     | 2               | 0     |
| 2012     | 1               | 0     |
| 2013     | 6               | 0     |
| 2014     | 0               | 0     |
| 2015     | 7               | 1     |
| 2016     | 8               | 5     |
| 2017     | 6               | 2     |
| 2018     | 8               | 1     |
| 2019     | 3               | 0     |
| összesen | 41              | 9     |

### Góljai a válogatottban
| # | Dátum               | Helyszín                             | Ellenfél      | Gól | Végeredmény | Verseny                                                       |
| - | ------------------- | ------------------------------------ | ------------- | --- | ----------- | ------------------------------------------------------------- |
| 1 | 2015. november 14.  | Friends Arena, Stockholm, Svédország | Svédország    | 1–2 | 1–2         | 2016-os labdarúgó-Európa-bajnokság (selejtező)                |
| 2 | 2016. március 24.   | MCH Arena, Herning, Dánia            | Izland        | 1–0 | 2–1         | Barátságos mérkőzés                                           |
| 3 | 2016. március 24.   | MCH Arena, Herning, Dánia            | Izland        | 2–0 | 2–1         | Barátságos mérkőzés                                           |
| 4 | 2016. augusztus 31. | CASA Arena, Horsens, Dánia           | Liechtenstein | 1–0 | 5–0         | Barátságos mérkőzés                                           |
| 5 | 2016. augusztus 31. | CASA Arena, Horsens, Dánia           | Liechtenstein | 2–0 | 5–0         | Barátságos mérkőzés                                           |
| 6 | 2016. november 15.  | Eden Arena, Prága, Csehország        | Csehország    | 1–1 | 1–1         | Barátságos mérkőzés                                           |
| 7 | 2017. június 10.    | Központi stadion, Almati, Kazahsztán | Kazahsztán    | 1–0 | 3–1         | 2018-as labdarúgó-világbajnokság-selejtező (UEFA – E csoport) |
| 8 | 2017. szeptember 1. | Parken Stadion, Koppenhága, Dánia    | Lengyelország | 3–0 | 4–0         | 2018-as labdarúgó-világbajnokság-selejtező (UEFA – E csoport) |
| 9 | 2018. november 16.  | Cardiff City Stadion, Cardiff, Wales | Wales         | 1–0 | 2–1         | 2018–2019-es UEFA Nemzetek Ligája (B liga)                    |